# Chambre des représentants du Dakota du Sud
Capitole de l'État du Dakota du Sud, Pierre
La chambre des représentants du Dakota du Sud (South Dakota House of Representatives) est la chambre basse de la législature de l'État du Dakota du Sud aux États-Unis d'Amérique.
Elle comprend 70 parlementaires élus tous les 2 ans sans limite de mandats.
La chambre des représentants du Dakota du Sud siège au Capitole situé à Pierre.
Lors de la législature (2007-2008), le président de la chambre des représentants est le républicain Thomas Deadrick élu à Platte. .

## Système électoral
La Chambre des représentants du Dakota du Sud est composée de 70 sièges pourvus pour deux ans au scrutin binominal majoritaire à un tour dans 35 circonscriptions de deux sièges chacune. Les électeurs de chaque circonscription disposent de deux voix qu'ils répartissent aux candidats de leur choix, à raison d'une voix par candidat. Après décompte des suffrages, les deux candidats ayant reçu le plus de voix sont élus. Depuis un amendement constitutionnel en 1992, il existe une limite de quatre mandats consécutifs.